# Lithophane lapidea
Lithophane lapidea – gatunek motyla z rodziny sówkowatych.

## Taksonomia
Gatunek ten opisany został po raz pierwszy w 1808 roku przez Jacoba Hübnera pod nazwą Noctua lapidea. Jako miejsce typowe autor ten wskazał Europę. W 1980 roku Emilio Berio wyznaczył go gatunkiem typowym podrodzaju Lithophane (Prolitha).
W obrębie gatunku wyróżnia się trzy podgatunki:
- Lithophane lapidea cypriaca Boursin, 1957
- Lithophane lapidea lapidea (Hübner, 1808)
- Lithophane lapidea mouterdei Boursin, 1955

## Morfologia
Motyl ten osiąga od 38 do 41 mm rozpiętości skrzydeł.
Gąsienica ma podstawową barwę ciała oliwkowozieloną. Biała linia grzbietowa jest przerywana w przedniej części każdego segmentu i składa się z podługowato-łezkowatych kropek. Para białych linii podgrzbietowych (subdorsalnych) składa się z kropek w kształcie liter „Z”. Linie boczne są białe, miejscami lekko żółtawe. Pomiędzy tymi liniami występują białe kropki z ciemnozielonym obrzeżeniem. Puszka głowowa jest jaskrawa z żółtozielonym czołem i ciemnozłotym, drobnym nakrapianiem. Przetchlinki są białe z czarnymi obwódkami.

## Ekologia i występowanie
Owad ten zasiedla widne drzewostany, garig, kamieniste zbocza i gaje oliwne.  Owady dorosłe pojawiają się jesienią. Żerowanie gąsienic odbywa się od kwietnia do maja lub początku czerwca. Ich preferowaną rośliną pokarmową jest jałowiec fenicki, ale żerują także na innych gatunkach jałowców oraz na cyprysach.
Gatunek palearktyczny. W Europie znany jest z Włoch, Słowenii, Chorwacji, Bośni i Hercegowiny, Bułgarii, Serbii, Czarnogóry, Macedonii Północnej oraz Grecji. Poza tym owad ten znany jest z zachodniej części Azji, w tym z Cypru i Libanu.